# Karlsborgs kommun
58°32′N 14°31′Ø / 58.533°N 14.517°Ø
Karlsborg kommune ligger i det svenske län Västra Götalands län, i landskapet Västergötland. Kommunens administrationscenter ligger i byen Karlsborg. Karlsborg ligger på en tange mellem søerne Vättern og Bottensjön, ved indsejlingen til den del af Götakanalen der forbinder Vättern med Vänern. I byen ligger Karlsborgs fæstning.

## Byer
Karlsborg kommune har fire byer.

indbyggere pr. 31. december 2005.
| #  | By        | Indbyggere |
| -- | --------- | ---------- |
| 1. | Karlsborg | 3.574      |
| 2. | Mölltorp  | 1.079      |
| 3. | Forsvik   | 365        |
| 4. | Undenäs   | 250        |

- Wikimedia Commons har flere filer relateret til Karlsborgs kommun